# Toprak-kala
Koordinaten: 41° 55′ 38,1″ N, 60° 49′ 22,5″ O
Toprak-kala (auch Topraq Qalʼa) ist der moderne Name einer antiken choresmischen Stadt im heutigen Usbekistan. Toprak-kala liegt etwa 30 Kilometer nordöstlich von Biruniy in Karakalpakistan.
Die Stadt bedeckte ein Rechteck von etwa 500 × 350 Meter, das von einer 10 bis 15 Meter hohen Mauer aus luftgetrockneten Ziegeln, die wiederum Türme hatte, umgeben war. Im südlichen Teil der Stadt fanden sich die Wohnbauten, während der nördliche Teil unbebaut war und vielleicht als Marktplatz diente. In der Nordwestecke konnte ein großer, aus drei Teilen bestehender Palastkomplex ergraben werden. Es wird als das dreitürmige Schloss bezeichnet. Nördlich der Stadt befand sich ein weiterer Palastbezirk. Es wird vermutet, dass es sich hier um die ständige Residenz der choresmischen Könige handelte. Der letztere Komplex war ungefähr 350 × 400 Meter groß und bedeckte dabei 14 Hektar. Der Bau war teilweise mit Reliefs und Malereien dekoriert, doch ist er nur schlecht erhalten.
Das dreitürmige Schloss stand auf einer 14 Meter hohen Plattform und war ursprünglich ungefähr 80 × 80 Meter groß. Später wurden noch drei Blöcke von etwa 40 × 40 Meter angebaut. Dieses Gebäude hatte einst mehr als 150 Räume, von denen viele gewölbte Decken hatten, während große Räume wohl Holzdächer mit Holzsäulen hatten, die diese stützten. Die besonders reich ausgestatteten Räume fanden sich im Zentralbau. Ein 280 m² großer Saal hatte 10 Säulen und an einer Wand eine Nische. Die Wände waren bunt bemalt und mit flachen Reliefs dekoriert. Hier fanden sich auch Tonskulpturen choresmischer Herrscher. Sie standen einst auf einer Bank die an den Wänden des Saales entlang lief. Es wird vermutet, dass der Saal dem Herrscherkult diente. Ein anderer Saal wies Reliefs von tanzenden Paaren auf. Ein weiterer Saal war mit Reliefs ausgestattet, die Damhirsche in fast natürlicher Größe zeigten. Zahlreiche Räume der Anlage waren mit Malereien ausgestattet. Der Komplex wird auf das zweite bis vierte nachchristliche Jahrhundert datiert. Es wird vermutet, dass es sich bei dem dreitürmigen Schloss um eine kultische Anlage handelte.
Ausgrabungen fanden von 1945 bis 1950 unter der Leitung von Sergei Pawlowitsch Tolstow statt. Weitere Ausgrabungen führte in den 1970er Jahren Juri A. Rapoport durch.

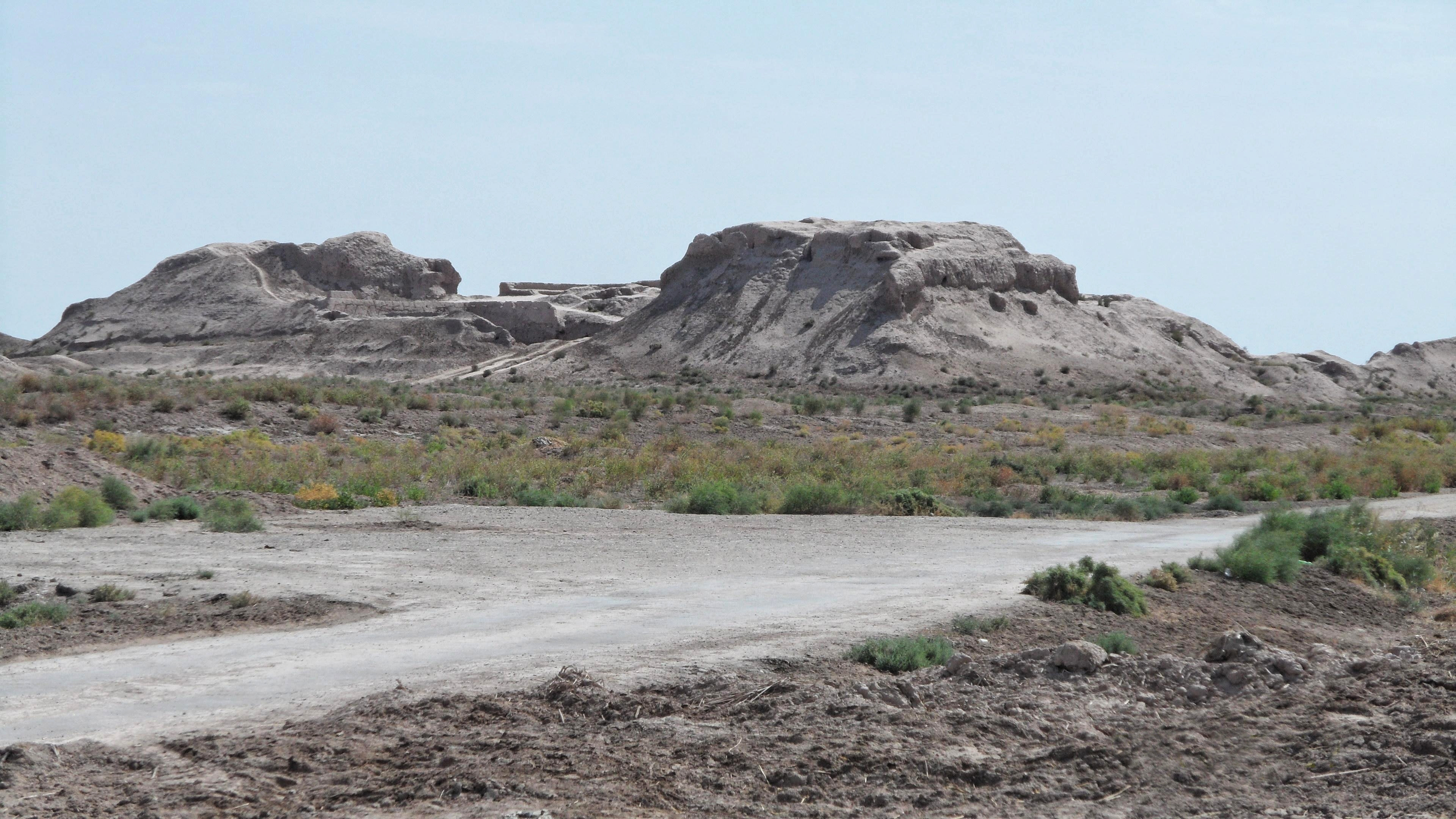
Toprak Kale in Usbekistan
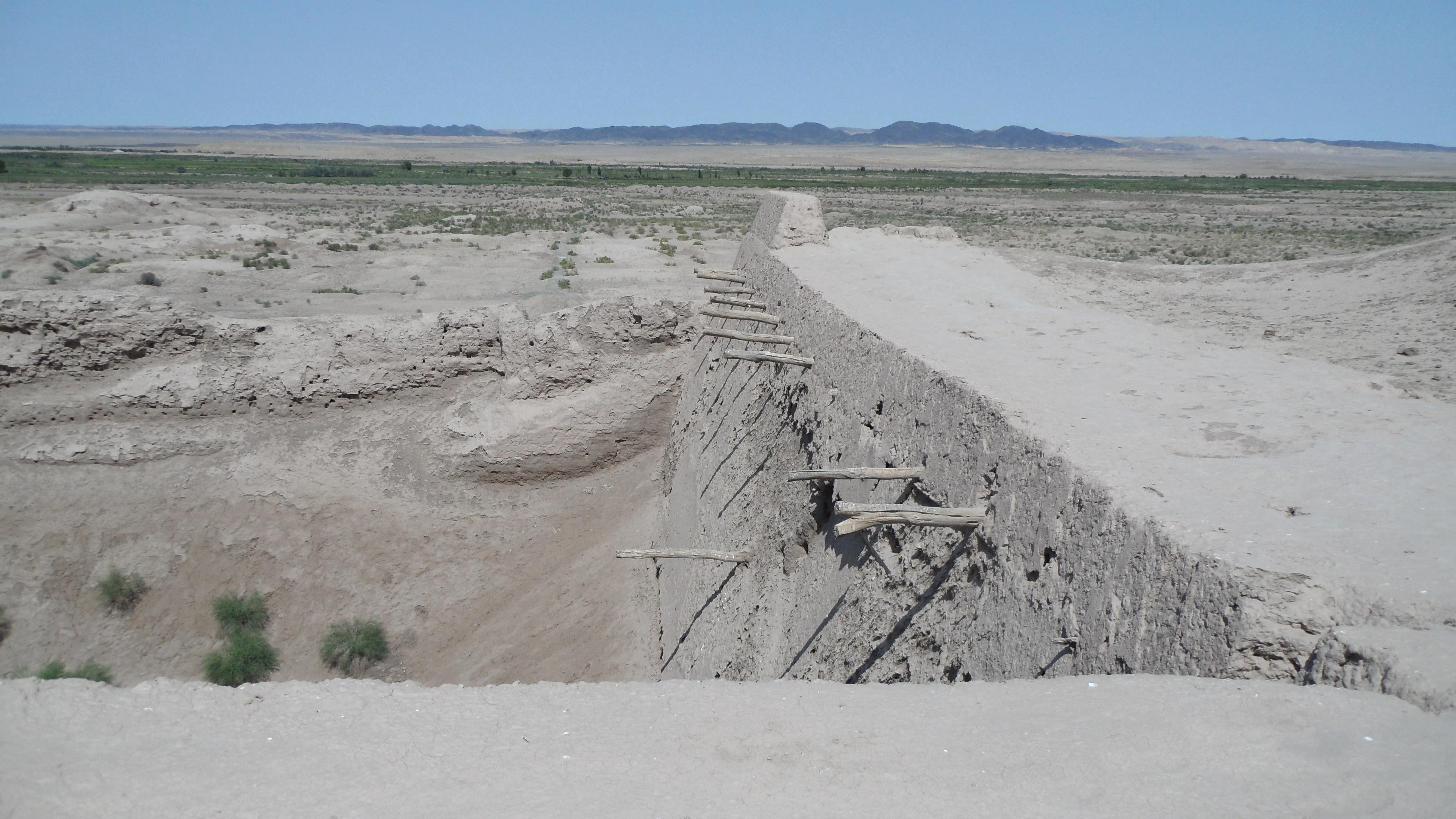
Toprak Kale in Usbekistan
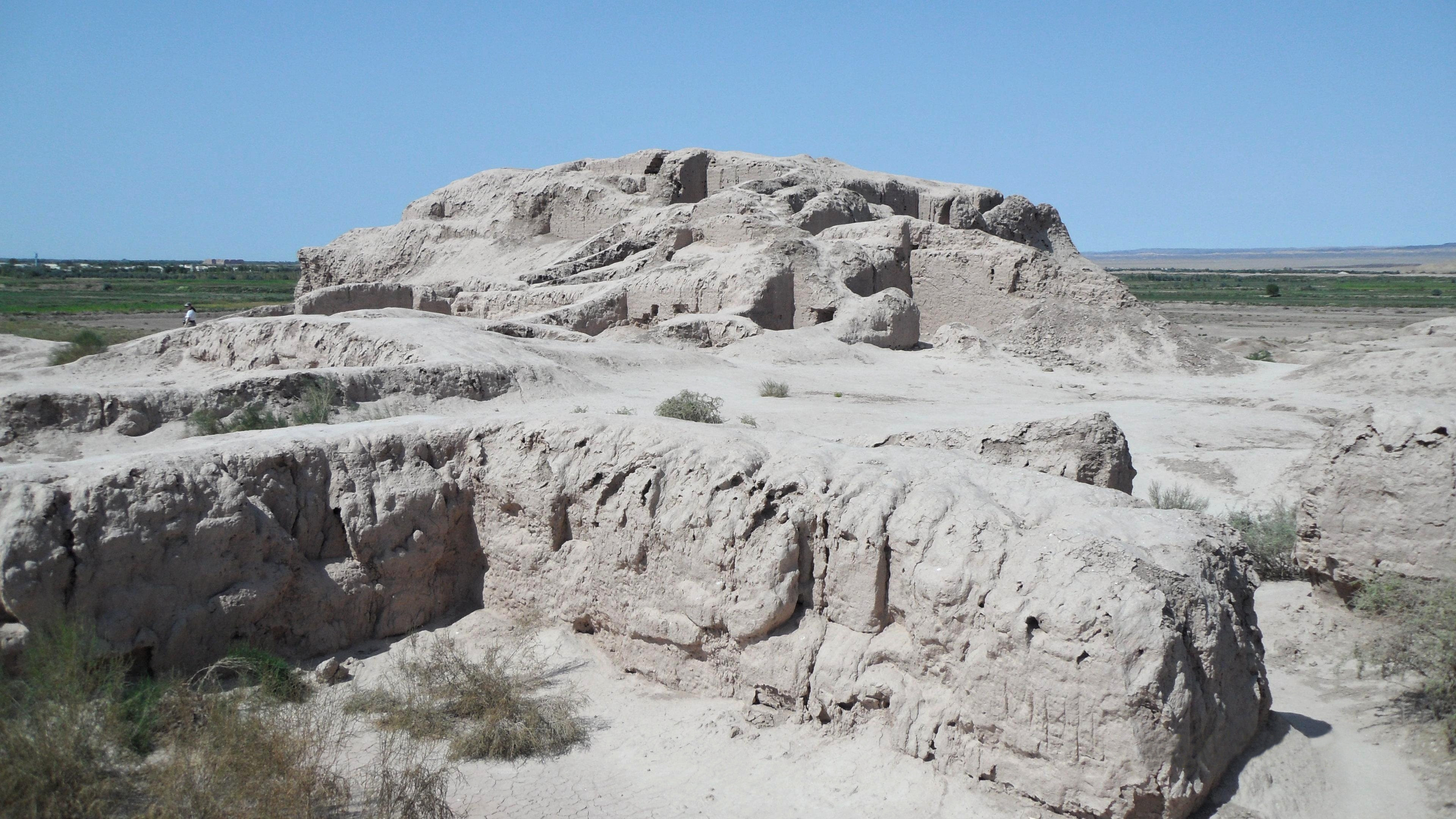
Toprak Kale in Usbekistan
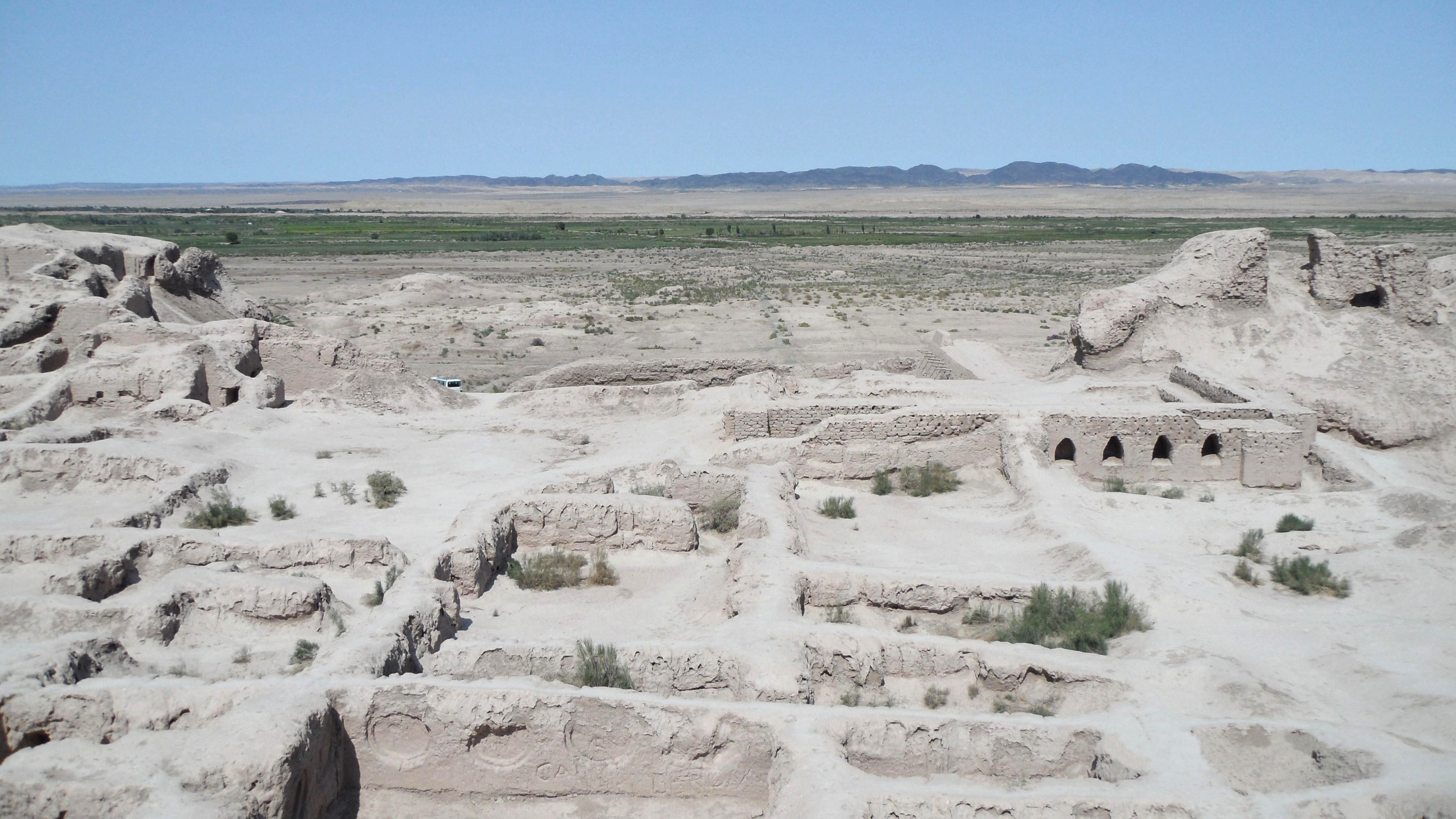
Toprak Kale in Usbekistan